# Garfield (film)
Garfield – film produkcji amerykańskiej w reżyserii Petera Hewitta z roku 2004.
Polska premiera kinowa filmu odbyła się 6 sierpnia 2004, a dystrybutorem filmu był CinePix.

## Fabuła
Zarozumiały i leniwy kot Garfield mieszka ze swoim panem, fajtłapowatym Jonem (Breckin Meyer), w domu na przedmieściach. Pewnego dnia weterynarz Liz (Jennifer Love Hewitt) daje Jonowi szczeniaka Odiego. Zazdrosny Garfield chce pozbyć się rywala. Wypędzony z domu prostoduszny i niezbyt rozgarnięty pies trafia w ręce Chapmana (Stephen Tobolowsky). Mężczyzna zamierza wytresować szczeniaka i wykorzystać go w swoim programie telewizyjnym. Tymczasem Garfielda dręczą wyrzuty sumienia. Postanawia więc odnaleźć Odiego.

## Obsada
Ludzie:
- Breckin Meyer – Jon Arbuckle
- Jennifer Love Hewitt – Liz Wilson
- Stephen Tobolowsky – Walter J. Chapman
- Evan Arnold – Wendell
- Mark Christopher Lawrence – Christopher Mello

Zwierzęta (dubbing):
- Bill Murray – Kot Garfield
- Nick Cannon – Szczur Louis
- Alan Cumming – Kot Persnikitty
- David Eigenberg – Kot Nermal
- Brad Garrett – Pies Luca
- Jimmy Kimmel – Pies Spanky
- Debra Messing – Kotka Arlene
- Richard Kind – Tata Szczur
- Debra Jo Rupp – Mama Szczur
- Jordan Kaiser – Dziecko Szczur
- Wyatt Smith – Dziecko Szczur
- Alyson Stoner – Dziecko Szczur

## Wersja polska
Opracowanie i udźwiękowienie wersji polskiej: Studio Sonica

Nagrania: Mafilm Audio Budapeszt

Reżyseria: Olga Sawicka

Tłumaczenie: Arleta Walczak

Dialogi polskie: Michał Kalicki

Kierownictwo muzyczne: Agnieszka Piotrowska

Teksty piosenek: Marek Robaczewski

Dźwięk i montaż: Gyorgy Fek, Jacek Osławski

Organizacja produkcji i asystent reżysera: Beata Aleksandra Kawka

W wersji polskiej udział wzięli:
- Marek Kondrat – Garfield
- Zbigniew Suszyński – Louis
- Przemysław Sadowski – Nermal
- Przemysław Stippa – Jon Arbuckle
- Joanna Brodzik – Liz Wilson
- Wojciech Paszkowski – Happy Chapman / Walter Chapman

W pozostałych rolach:
- Maria Peszek
- Miriam Aleksandrowicz
- Anna Apostolakis
- Jacek Rozenek
- Marek Obertyn
- Jarosław Boberek
- Janusz Wituch
- Sławomir Pacek
- Krzysztof Tyniec
- Maciej Gąsiorek
- Wojciech Machnicki

Lektor: Piotr Borowiec

## Box office
| Świat | US$ 198,964,901 |